# Дума-96
«Дума-96» — незарегистрированная депутатская группа в Государственной думе России I созыва и одноимённое общественно-политическое движение центристской ориентации. Дата создания группы: 23 февраля 1995 года. Дата создания движения: 24 марта 1995 года. Группа не смогла набрать необходимое для регистрации число членов и в конце концов объединилась с группой «Новая региональная политика».

## Депутатская группа
23 февраля 1995 года в Государственной Думе состоялась пресс-конференция депутатов В. Бауэра (председатель Комитета по организации работы ГосДумы), В. Квасова (бывший руководитель Аппарата Совета Министров — Правительства РФ), В. Машинского, Е. Гусарова и В. Смирнова, которые объявили о создании новой депутатской группы. По словам организаторов в неё вошли 23 депутата Госдумы, некоторые из которых на тот момент состояли в других группах и фракциях. Группа была названа «Дума-96», так как была ориентирована на работу в будущей Государственной думе II созыва.
Новая группа не выдвигала политических лозунгов и собиралась отстаивать интересы конкретных избирателей, воспитывать и выдвигать из своей среды профессионалов в органы исполнительной власти Российской Федерации, тесно взаимодействовать с Президентом и федеральными органами исполнительной власти. Неофициально группа считалась «прочерномырдинской».
Уже 24 февраля 1995 года создатели группы подписали протокол о готовности к совместной деятельности с председателями законодательных собраний 8 субъектов федерации (Ямало-Ненецкого АО, Красноярского, Приморского и Хабаровского краёв, Новосибирской, Томской, Тюменской и Омской областей).
С самого создания группа «Дума-96» испытывала проблемы с численностью. Несмотря на объявление организаторов о 23 членах группы, прессе были представлены только семеро: В. Бауэр, В. Квасов, В. Машинский, Е. Гусаров и В. Смирнов, А. Веер и Г. Гусарова. Шестеро из них (кроме Бауэра) ранее состояли в группе «Новая региональная политика», трое представляли Самарскую область (Тольяттинский, Сызранский и Новокуйбышевский округа). В дальнейшем группе не удалось увеличить свою численность и зарегистрироваться.
24 марта 1995 года на основе группы было создано одноимённое общественное объединение.
16 июня 1995 года В. Бауэр, Е. Гусаров, В. Квасов, В. Машинский и В. Смирнов от имени группы «Дума-96» распространили заявление, в котором предложили выразить недоверие Правительству.
11 октября 1995 года, в начале осенней сессии Госдумы, должна была пройти перерегистрация персонального состава депутатских групп. Так как в группе «Новая региональная политика» на тот момент оставалось всего 35 депутатов, при минимальной численности в 35 человек, было решено объединить группы НРП и «Дума-96». Объединённая группа была названа «Новая региональная политика — Дума 96». На следующий день Комитет по организации работы Думы перерегистрировал группу НРП под новым названием в составе 36 депутатов.

## Движение
24 марта 1995 в московском Доме Кино состоялся Учредительный съезд Общественно-политического движения «Дума-96», инициаторами создания которого выступили члены недавно образованной незарегистрированной депутатской группы «Дума-96». В работе съезда участвовали 60 делегатов из 48 регионов России, которые заслушали доклад председателя оргкомитета съезда А. Гордеева, приняли решение об учреждении Всероссийского объединения «Общественно-политическое движение „Дума-96“» и его устав, определили порядок формирования совета и избрали руководящие органы. Председателем совета стал А. Гордеев (председатель Совета директоров АО «Корпорация Интерсвязь» и президент Международного консорциума «Инфомир»), первым заместителем председателя — В. Гаврилов (1-й вице-президент Ассоциации инвесторов и экспортёров РФ), заместителями — Владимир Заводнов, В Квасов, Анатолий Савин и генерал Г. Кондратьев. Также был избран президиум совета из 12 человек, в который вошли в том числе депутаты В. Квасов и В. Бауэр (несмотря на его отсутствие) и ревизионная комиссия из трёх человек.
7 мая прошло заседание президиума Совета движения, на котором было принято решение об участии в президентских выборах 1996 года.
18 мая 1995 года в Москве, в здании Президиума РАН прошёл II (Программный) съезд движения «Дума-96», в котором приняло участие 78 делегатов из 54 регионов России. В своём докладе председатель Совета движения А. Гордеев сообщил, что в объединение вступили 10 общественных организаций, а местные отделения уже работают в 75 субъектах Федерации. Также на съезде выступил с докладом ректор Высшей коммерческой школы и президент Российской ассоциации «Бизнес-образование» В. Буренин, заявивший, что мы (Россия) «находимся на грани национальной катастрофы, скатываемся к одичанию» и призвавший особое внимание уделить воспитанию молодёжи. Делегаты приняли за основу программу движения, которая была доработана на проходившем в эти же дни семинаре для делегатов съезда. После выступления В. Гаврилова на тему «О тактике объединения избирательных блоков на базе движения „Дума-96“», было решено создать блок «Избиратель-96», а президиуму Совета поручили провести консультации с партиями и движениями об их вхождении в состав нового блока. Сообщалось, что в создании блока «Избиратель-96» готовы участвовать три организации «чернобыльцев» и ряд других. На пресс-конференции, состоявшейся в тот же день, лидер движения заявил, что оно уже насчитывает 7 миллионов членов («одна только корпорация „Интерсвязь“ охватывает 2,5 миллиона избирателей»).
24 мая 1995 года движение «Дума-96» было зарегистрировано Минюстом (Рег. № 2739).
Летом 1995 года, в преддверии очередных парламентских выборов, руководители движения «Дума-96», пытаясь сформировать предвыборный блок, вели переговоры об объединении с организациями «чернобыльцев», «афганцев» (ветераны Афганской войны; Народно-патриотическая партия, Союз ветеранов Афганистана), ветеранов (Союз ветеранов Вооружённых Сил), «промышленными и научными партиями», а также с «партией власти» Наш дом — Россия во главе с премьер-министром В. Черномырдиным. Так как переговоры не увенчались успехом, было решено идти на выборы самостоятельно. 14 сентября 1995 года в Москве состоялся III (предвыборный) съезд движения, в котором участвовали представители 71 региональной организации. Были переизбраны руководящие органы — президиум Совета движения (18 человек, включая восемь заместителей председателя Совета). Новым председателем Совета, вместо покинувшего движение А. Гордеева, стал В. Буренин. Первым заместителем председателя Совета остался В. Гаврилов, остальные семь постов заместителей заняли В. Заводнов, Вл. Квасов, Г. Кондратьев, А. Савин, депутат Госдумы В. Смирнов, М. Креймер, Николай Малышев (он же был назначен руководителем предвыборной кампании). В Президиум совета также были избраны и вошли В. Бауэр, Геннадий Гуськов, Е. Гусаров, Александр Коваль, Олег Ланов, Евгений Трушин, Виталий Салаган, Альберт Ахметов, Владимир Миронов, Михаил Гусев. Также делегаты утвердили списки кандидатов от избирательного объединения «Общественно-политическое движение „Дума-96“». В федеральный список кандидатов были включены 108 человек, возглавили его В. Буренин, М. Симонов и Г. Кондратьев. Кроме того были сформированы региональные списки, включившие 85 кандидатов. Списки были заверены Центризбиркомом 22 сентября. 31 октября ЦИК РФ зарегистрировал федеральный список «Думы-96», в окончательном варианте которого числилось 65 кандидатов, среди которых не было ни одного действующего депутата Госдумы. Также движению удалось зарегистрировать 16 кандидатов в одномандатных округах.
Новые руководители движения считали своим электоратом в первую очередь «рабочих, служащих и директоров военно-промышленного комплекса». Наиболее сильными свои позиции они видели в Центральной России (за счёт поддержки «чернобыльцев»), на Дальнем Востоке (благодаря поддержке директората авиационных заводов связанных с КБ Сухого и НПО Лавочкина, а также одного из вице-губернаторов Приморского края) и в ряде областей Сибири (Томская и Кемеровская области).
Итоги выборов 17 декабря 1995 года для движения оказались крайне неудачными. Общественно-политическое движение «Дума-96» получило всего 55 897 голосов избирателей (0,08 %), заняв лишь 40-е место из 43 участвовавших в выборах объединений. В результате организация не смогла преодолеть пятипроцентный заградительный барьер. Кроме того, движению не удалось провести ни одного кандидата по одномандатным округам.
20 апреля 1996 года в Москве состоялся IV съезд Движения «Дума-96». Председателем движения остался В. Буренин, председателем политсовета был избран М. Креймер, его заместителем стал бывший депутат Госдумы от ДПР Ю. Яковлев. Было принято решение поддержать на президентских выборах кандидатуру действующего президента Б. Ельцина и войти в качестве коллективного члена в Движение «Реформы — новый курс», возглавляемое бывшим председателем Совета Федерации В. Шумейко.
В июне 1996 года в преддверии грядущих региональных выборов президент Б. Ельцин своим указом образовал Общероссийский координационный совет (ОКС) по выборам губернаторов, лояльных Кремлю. От «Думы-96» в него вошли М. Креймер и Ю. Яковлев.
В феврале 1997 года руководители «Думы-96» вместе с известным советским диссидентом, лидером Консервативной партии России (КПР) Л. Убожко приняли участие в создании Консервативного движения России. В. Буренин был избран заместителем председателя нового движения. В период 1997—1998 годов движение «Дума-96» не прошло перерегистрацию в соответствии с новыми правилами Минюста и потеряло право участвовать в думских выборах 1999 года. В ноябре 1999 года Центризбирком зарегистрировал федеральный список кандидатов в депутаты Государственной Думы от избирательного объединения «Консервативное движение России». 2-е место в списке занял В. Буренин. 19 декабря за консерваторов проголосовали 87 658 избирателей (0,13 %).